# 912 Maritima
912 Maritima, asteroid glavnog pojasa. Otkrio ga je Friedrich Schwassmann, 27. travnja 1919.

## Vanjske poveznice
- Minor Planet Center